# For Every Man There’s a Woman
For Every Man There’s a Woman ist ein Song von Harold Arlen (Musik) und Leo Robin, der 1948 veröffentlicht wurde.
Arlen und Robin schrieben For Every Man There’s a Woman für die Literaturverfilmung  Casbah – Verbotene Gassen unter der Regie von John Berry. Der Song wurde in dem Film von Tony Martin vorgestellt, der es beim Tanzen zu seiner Filmpartnerin Marta Toren singt. Das Lied erhielt darauf 1949 eine Oscar-Nominierung in der Kategorie Bester Song.

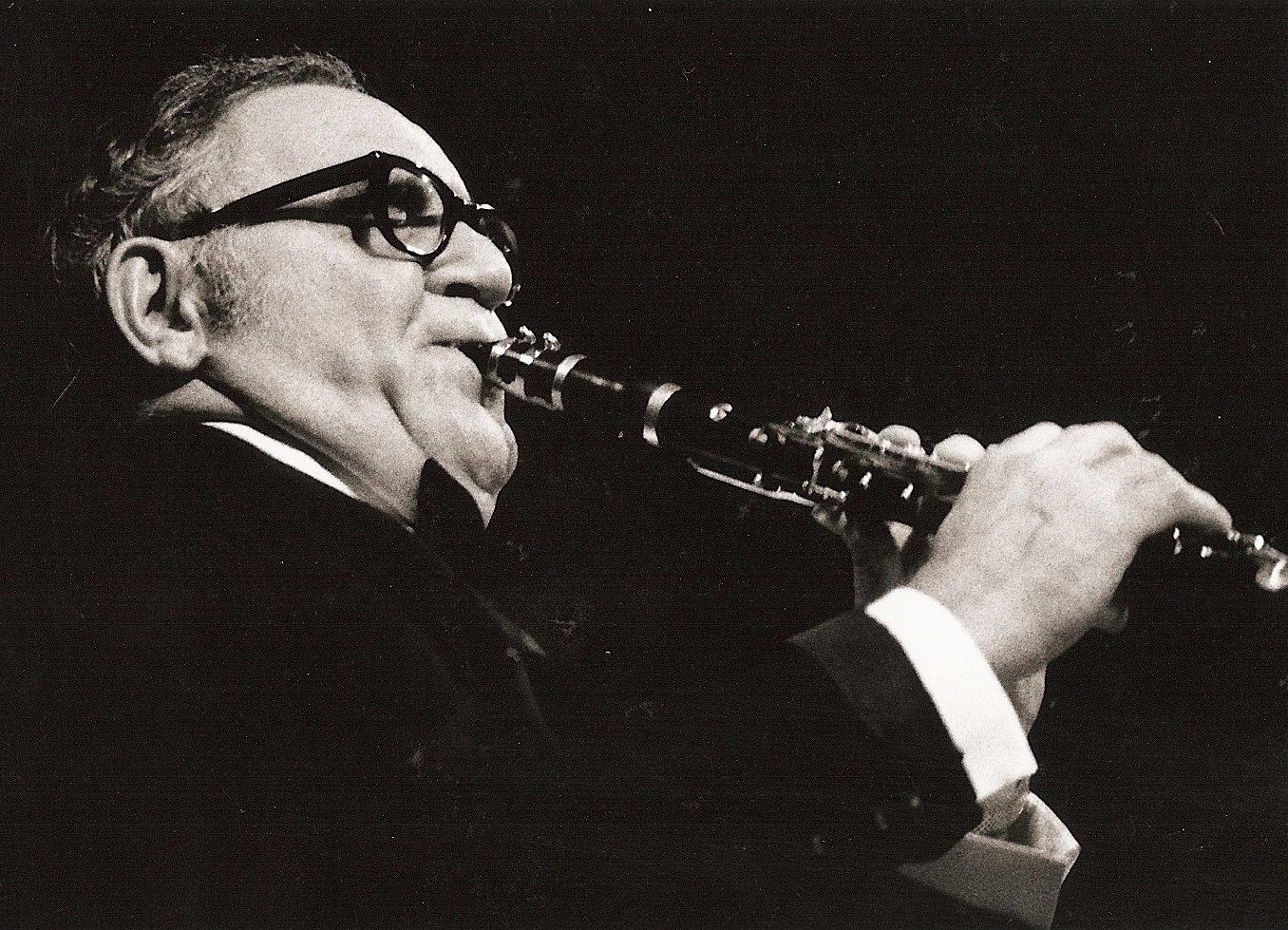
Benny Goodman während eines Konzerts in Nürnberg, 1971

 Die beiden ersten Zeilen des Lieds lauten: For every man there’s a woman / For every life there’s a plan.
Bereits am 2. Dezember 1947 wurde der Song vom Benny Goodman Orchestra mit der Bandvokalistin Peggy Lee für Capitol Records eingespielt (C 15030); B-Seite war der Song On a Slow Boat to China. Sowohl Tony Martin als auch Benny Goodman waren mit dem Song in den Charts vertreten; letzterer kam auf #25. For Every Man There’s a Woman wurde ab Ende der 1940er-Jahre in zahlreichen Coverversionen aufgenommen, u. a. von Frank Sinatra, Hoagy Carmichael, Harry James, Tex Beneke, Bill Darnell, George Shearing, Mal Waldron, Sammy Davis junior. Tal Farlow, Pearl Bailey, Ethel Ennis und Sarah Vaughan.